# Християнство в Україні
Християнство в Україні — найпоширеніша релігія в Україні.
За статистикою 67,9 % громадян України — вважають себе віруючими. При цьому більшість громадян України православні — 62,3 %. Кількість постійно знижується. Ще у 2014 році було 70,2 % православних.
Абсолютна більшість всіх релігійних організацій — християнського спрямування.
Церква в Україні існує з більш ранніх часів ніж хрещення Русі князем Володимиром у 988 році. Є факти про діяльність окремих церковних громад і місій ченців у ранньому періоді Київської Русі. Також існували церковні громади задовго до Хрещення Русі в причорноморських грецьких колоніях. Існує легенда про те, як апостол і учень Ісуса Христа, Андрій Первозваний, що був братом апостола Петра, проповідавши у грецьких колоніях узбережжя і у Ольвії, піднявся вгору Дніпром і проповідував слово про Ісуса Христа в місцевості сучасного Києва.

## Таблиця
| Головні християнські течії, що існують на території України станом на 2018 рік. | Головні християнські течії, що існують на території України станом на 2018 рік. | Головні християнські течії, що існують на території України станом на 2018 рік.      | Головні християнські течії, що існують на території України станом на 2018 рік. |
| Течія:                                                                          | %                                                                               | Деномінації                                                                          | %                                                                               |
| ------------------------------------------------------------------------------- | ------------------------------------------------------------------------------- | ------------------------------------------------------------------------------------ | ------------------------------------------------------------------------------- |
| Православ'я                                                                     | 67,3 %                                                                          | Православна церква України                                                           | 42,6 % (7000 релігійних громад (39 %))                                          |
| Православ'я                                                                     | 67,3 %                                                                          | Українська православна церква (Московський патріархат)                               | 16,1 %(11000 релігійних громад (61 %))                                          |
| Православ'я                                                                     | 67,3 %                                                                          | Безденомінаційні                                                                     | 34,8 %                                                                          |
| Греко-католицизм                                                                | 9,4 %                                                                           | Українська греко-католицька церква                                                   | -                                                                               |
| Греко-католицизм                                                                | 9,4 %                                                                           | Мукачівська греко-католицька єпархія                                                 | -                                                                               |
| Римо-католицизм                                                                 | 0,8 %                                                                           | Римсько-католицька церква в Україні                                                  | 0,8 %                                                                           |
| Протестантизм                                                                   | 2,2 %                                                                           | Українська Лютеранська Церква                                                        | -                                                                               |
| Протестантизм                                                                   | 2,2 %                                                                           | Німецька євангелічно-лютеранська церква України                                      | -                                                                               |
| Протестантизм                                                                   | 2,2 %                                                                           | Всеукраїнський союз церков євангельських християн-баптистів                          | -                                                                               |
| Протестантизм                                                                   | 2,2 %                                                                           | Українська Церква Християн Віри Євангельської                                        | -                                                                               |
| Протестантизм                                                                   | 2,2 %                                                                           | Об'єднання незалежних харизматичних християнських церков України (повного євангелія) | -                                                                               |
| Протестантизм                                                                   | 2,2 %                                                                           |                                                                                      |                                                                                 |

## Статистика
Згідно з опитуваннями більшість християн України — православні, решта католики й протестанти.
Більшість православних вірян вважають себе приналежними до Православної церкви України, меншість до УПЦ МП.
Греко-католицька церква (УГКЦ й окрема Мукачівська єпархія) має 97 % парафій (понад 3000) на Галичині й Закарпатті, хоча осередок УГКЦ згідно з правилами Ватикану було перенесено до Києва як столиці України.
До протестантів відносять баптистів, п'ятидесятників, адвентистів, харизматів. Щодо кількості таких громад, то вона сягає понад 10 614 і в більшості областей держави становить до 50 % всіх церковних організацій.